# مايكل سويت
مايكل سويت (بالإنجليزية: Michael Sweet)‏ هو عازف قيثارة وملحن وعازف بيانو ومغني ومنتج أسطوانات أمريكي، ولد في 4 يوليو 1963 في ويتير في الولايات المتحدة.

## وصلات خارجية
- الموقع الرسمي
- مايكل سويت على موقع IMDb (الإنجليزية)
- مايكل سويت على موقع ميوزك برينز (الإنجليزية)
- مايكل سويت على موقع أول ميوزيك (الإنجليزية)
- مايكل سويت على موقع ديسكوغز (الإنجليزية)
- مايكل سويت على موقع كينوبويسك (الروسية)